# Бєсов Леонід Михайлович
Леонід Михайлович Бє́сов (нар. 5 червня 1938, Гайсин) — український історик, доктор історичних наук з 1999 року, професор з 2002 року; академік Академії наук вищої школи України з 2004 року та Академії інженерних наук України з 2008 року.

## Біографія
Народився 5 червня 1938 року в місті Гайсині Вінницької області, де закінчив сім класів школи. У 1952—1953 роках в Гайсині був учнем верстатника, працював верстатником на обозному заводі; у 1953—1954 працював робітником райспоживспілки.
З 1954 по 1958 рік навчався Ладижинському технікумі механізації сільського господарства і після його закінчення працював механіком в колгоспі у селі Адамівці Плещівського району Вінницької області. У 1958—1961 проходив строкову службу в Радянській армії.
З 1961 по 1966 рік навчався на факультеті транспортного машинобудування Харківського політехнічного інституту (спеціальність «Колісні і гусеничні машини»), після закінчення якого до 1972 року працював інженером-конструктором на Харківському тракторному заводі, брав участь у розробці нової військової техніки.
У 1972–1988 роках на партійній роботі — інструктор Орджонікідзевського райкому партії Харкова, інструктор Харківського обкому партії. З 1981 по 1985 рік навчався в аспірантурі Харківського державного університету імені О. М. Горького, по закінченню якої у Вищій партійній школі при ЦК КПУ захистив кандидатську дисертацію «Діяльність партійних організацій виробничих і науково-виробничих об'єднань промисловості України по прискоренню науково-технічного прогресу в роки десятої п'ятирічки (1976—1980 роки.)» (науковий керівник — доктор історичних наук, професор Л. С. Чорномаз). У 1988—1990 роках — ректор університету марксизму-ленінізму Харківського обкому партії.
З 1990 року — старший викладач, доцент Харківського політехнічного інституту, професор, з 2004 року — завідувач кафедри історії науки і техніки. У 1999 році у Центрі досліджень науково-технічного потенціалу та історії науки імені Г. М. Доброва НАН України захистив докторську дисертацію на тему «Управління
науково-технічним розвитком промисловості України у 70–80-ті роки ХХ століття: Уроки історії» (науковий консультант професор Євген Бондарєв).

## Наукова діяльність
Дослідження вченого стосуються науково-технічного та інноваційного розвитку України. Автор понад 100 наукових праць, в тому числі монографій і посібників. Серед них:
- Науково-технічний прогрес в промисловості України: досвід і проблеми партійного впливу. — Харків, 1990;
- Науково-технічна політика в Україні. Минуле. Сучасне. Майбутнє. — Харків, 1997;
- Гуманізація інженерної освіти: історико — методологічні аспекти, досвід // Механіка та машинобудування. — Харків, 2000;
- Про гуманізацію інженерної освіти // Наука та наукознавство. — 2000. — № 3;
- Засновник науки про різання матеріалів (до 140-річчя від дня народження К. О. Зверькіна) // Наука та наукознавство. — 2001. — № 3 (у співавторстві);
- Танкобудування в контексті світового розвитку // Наука та наукознавство. — 2002. — № 1 (у співавторстві);
- Сучасні тенденції формування навчальних програм у технічному вузі // Наука та наукознавство. — 2003. — № 4;
- Історія науки і техніки в технічному університеті // Наука та наукознавство. — 2004. — № 3;
- Такноград. — Харків, 2004 (у співавторстві);
- Подвиг всенародный. 60 лет Победы в Великой Отечественной войне. — Харків, 2005 (у співавторстві);
- Методологічні питання дослідження історії науки і техніки та її викладання у вищій технічній школі // Наука та наукознавство. — 2005. — № 1;
- Вища технічна школа України: виклики евроінтеграції // Наука та наукознавство. — 2005. — № 4 (у співавторстві);
- «Танковий король» Другої світової війни (До 100-річчя від дня народження І. М. Зальцмана) // Наука та наукознавство. — 2007. — № 1 (у співавторстві);
- Історія танкобудування України. Персоналії. — Харків, 2007 (у співавторстві);
- Научно-исследовательская работа в технических университетах Украины // Интеграция науки и образования — ключевой фактор построения общества, основанного на знаниях. — Київ, 2008;
- Головний конструктор важких танків // Вестник национального технического университета «ХПИ». Сборник научных трудов. Тематический выпуск (Транспортное машиностроение). — Харьков, 2008. — № 46.

Член редколегії низки наукових видань, голова Харківського відділення Всеукраїнського товариства істориків науки. Член Спеціалізованої ради по захисту дисертацій у Центрі досліджень науково-технічного потенціалу та історії науки імені Г. М. Доброва НАН України. Підготував докторів і кандидатів наук. Серед них:
- доктори історичних наук: Александрова І. Є., Харук А. І.;
- кандидати історичних наук: Аннєнков І. О., Аннєнкова Н. Г., Гутник М. В., Криленко І. М., Мельник Т. В., Тверитникова О. Є.;
- кандидати технічних наук: Кошкаров Ю. Ю., Посвятенко Н. І.

## Відзнаки
Нагороджений:
- знаком «Винахідник СРСР» (1973);
- медаллю «Ветеран праці» (1983);

Стипендіат Харківської обласної адміністрації в галузі науки імені В. Н. Каразіна (з гуманітарних наук).